# نادي دانوك بات
نادي دانوك بات (بالإسبانية: Danok Bat CF)‏ نادي كرة قدم إسباني للشباب. تم تأسيس النادي في عام 1972.